# Проект Seal
Проект «Seal» (англ. — тюлень) — проект создания сверхмощного оружия, действующего по принципу искусственно вызванного цунами, предпринятый в сотрудничестве между Новой Зеландией и США в годы Второй мировой войны.

## История
Идея проекта зародилась в 1943 году у американского офицера Е. А. Гиббсона. Наблюдая за работой инженерных отделений, использовавших для проведения подводных работ взрывные заряды, он отметил, что при этом образуются достаточно сильные волны. Офицер предположил, что взорвав под водой мощный заряд определенной конфигурации, можно создать гигантскую разрушительную волну, сравнимую по эффекту с природным цунами.
ВМФ США заинтересовался идеей, рассматривая её как, своего рода, альтернативу атомному проекту. Кроме того, проект получил поддержку правительства Новой Зеландии, предоставившего испытательный полигон для подводных работ.

## Эксперименты
В 1944—1945 годах под руководством профессора Томаса Лича из Оклендского университета была проведена серия экспериментов с подводными взрывами, имеющими целью изучение процесса волнообразования. Опыты проводились на побережье Новой Каледонии. За семь месяцев программы было проведено более 3700 подводных взрывов. Ряд источников утверждают, что в результате эксперимента удалось создать 10-метровую волну цунами, в то время как другие утверждают, что эксперименты были лишь частично успешными. В любом случае ВМФ США и министерство обороны Новой Зеландии сочли проект достаточно перспективным, чтобы двигаться далее.

### Цунами-бомба
На основании экспериментов был подготовлен проект «большого» оружия, способного создать действительно разрушительную волну. «Цунами»-бомба, согласно расчетам экспериментаторов, должна была состоять из 2 миллионов отдельных зарядов взрывчатки. Соединенные кабелем заряды должны были быть уложены на морском дне в линию на расстоянии порядка 8 километров от берега и взорваны одновременно.
Расчеты показывали, что полученная волна цунами потенциально будет близка к наиболее мощным природным волнам.
Очевидно, что «Цунами»-бомба представляла собой не столько оружие, сколько инженерное сооружение. Развёртывание её было возможно лишь при полном преобладании на море, требовало значительного времени и огромного количества ресурсов. Хотя потенциально искусственное цунами могло быть даже более разрушительным, чем первые атомные бомбы, было совершенно очевидно, что в плане логистики и возможности полевого развертывания ядерное оружие неоспоримо более выгодно. Кроме того, «Цунами»-бомба могла быть применена только против береговых целей.
Новозеландский исследователь Рэй Вару предполагает, что потенциально такое оружие могло быть использовано для эффективного подавления береговой обороны и уничтожения прибрежных укреплений Японии на широком плацдарме перед высадкой союзных войск.

## Послевоенные исследования
Официально проект «Seal» был рассекречен только в 1999 году. Но ещё в 1968 году отдел морских исследований ВМФ США, пересчитав данные по динамике, выразил сомнение в реальной возможности создания искусственного цунами даже взрывом атомных зарядов. В то же время, в 1999 году, университет Вайкайто провел собственную исследовательскую программу, рассчитав, что по крайней мере потенциально оружие было работоспособно.